# Chernyshinellidae
Chernyshinellidae es una familia de foraminíferos bentónicos cuyos taxones han sido tradicionalmente incluidos en la Familia Tournayellidae, de la Superfamilia Tournayelloidea, del Suborden Fusulinina y del Orden Fusulinida. Su rango cronoestratigráfico abarca desde el Fameniense (Devónico superior) hasta el Namuriense (Carbonífero inferior).

## Discusión
Algunas clasificaciones más recientes incluyen Chernyshinellidae en el Suborden Tournayellina, del Orden Tournayellida, de la Subclase Fusulinana y de la Clase Fusulinata.

## Clasificación
Chernyshinellidae incluye a las siguientes subfamilia y géneros:
- Subfamilia Chernyshinellinae
  - Chernobaculites †
  - Chernyshinella †
  - Chernyshinellina †
  - Condrustella †
  - Eblanaia †
  - Endochernella †
  - Lipinellina †
  - Mstinia †
  - Nevillea †
  - Nodochernyshinella †
  - Rectotournayellina †
  - Spinochernella †
  - Spinotournayella †
  - Tournayellina †

Otros géneros considerados en Chernyshinellidae son:
- Birectochernyshinella †, considerado subgénero de Chernyshinella, Chernyshinella (Birectochernyshinella), y aceptado como Rectochernyshinella
- Endochernyshinella †, considerado subgénero de Chernyshinella, Chernyshinella (Endochernyshinella)
- Eochernyshinella †, considerado subgénero de Chernyshinella, Chernyshinella (Eochernyshinella)
- Eotournayellina †, considerado subgénero de Tournayellina, Tournayellina (Eotournayellina)
- Georgella †, sustituido por Nevillea
- Nevillella †, considerado nombre superfluo de Nevillea
- Prochernyshinella †, considerado subgénero de Chernyshinella, Chernyshinella (Prochernyshinella)